# Balón de Oro 1959
La edición de 1959 del Balón de Oro, 4.ª edición del premio de fútbol creado por la revista francesa France Football, fue ganada por el argentino nacionalizado español Alfredo Di Stéfano (Real Madrid).
El jurado estuvo compuesto por 20 periodistas especializados, de cada una de las siguientes asociaciones miembros de la UEFA: Alemania Occidental, Austria, Bélgica, Bulgaria, Checoslovaquia, España, Francia, Grecia, Hungría, Inglaterra, Italia, Países Bajos, Polonia, Portugal, Rumanía, Suecia, Suiza, Turquía, Unión Soviética y Yugoslavia.
El resultado de la votación fue publicado en el número 718 de France Football, el 15 de diciembre de 1959.

## Sistema de votación
Cada uno de los miembros del jurado elige a los que a su juicio son los cinco mejores futbolistas europeos. El jugador elegido en primer lugar recibe cinco puntos, el elegido en segundo lugar cuatro puntos y así sucesivamente.

De esta forma, se repartieron 300 puntos, siendo 100 el máximo número de puntos que podía obtener cada jugador (en caso de que los 20 miembros del jurado le asignaran cinco puntos).

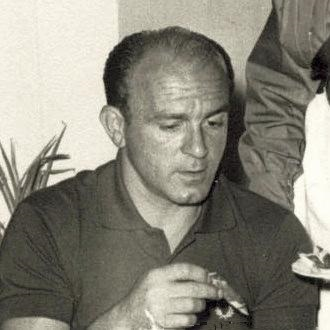
Imagen en blanco y negro de Alfredo Di Stéfano.

## Clasificación final
| Puesto | Jugador            | Equipo                    | Votos | Votos | Votos | Votos | Votos | Votos | Puntos |
| Puesto | Jugador            | Equipo                    | 1º    | 2º    | 3º    | 4º    | 5º    | Total | Puntos |
| ------ | ------------------ | ------------------------- | ----- | ----- | ----- | ----- | ----- | ----- | ------ |
| 1º     | Alfredo di Stéfano | Real Madrid               | 14    | 1     | 1     | 1     | 1     | 18    | 80     |
| 2º     | Raymond Kopa       | Real Madrid / Stade Reims |       | 4     | 7     | 2     | 1     | 14    | 42     |
| 3º     | John Charles       | Juventus                  | 2     | 3     |       |       | 2     | 7     | 24     |
| 4º     | Luis Suárez        | Barcelona                 | 1     | 2     | 1     | 2     | 2     | 8     | 22     |
| 5º     | Agne Simonsson     | Örgryte                   | 1     | 1     | 1     | 3     | 2     | 8     | 20     |
| 6º     | Lajos Tichy        | Honvéd                    |       | 3     | 1     | 1     | 1     | 6     | 18     |
| 7º     | Ferenc Puskás      | Real Madrid               |       | 2     | 2     | 1     |       | 5     | 16     |
| 8º     | Francisco Gento    | Real Madrid               | 1     |       | 1     | 2     |       | 4     | 12     |
| 9º     | Helmut Rahn        | Rot-Weiss Essen / Colonia |       | 2     | 1     |       |       | 3     | 11     |
| 10º    | Horst Szymaniak    | Wuppertal / Karlsruher    |       |       | 2     |       | 2     | 4     | 8      |
| 11º    | Lev Yashin         | Dinamo Moscú              | 1     |       |       |       | 1     | 2     | 7      |
| 12º    | Yuri Voinov        | Dinamo Kiev               |       |       | 1     | 1     |       | 2     | 5      |
| 13º    | Dezso Bundzsak     | MTK Budapest              |       | 1     |       |       |       | 1     | 4      |
|        | Nils Liedholm      | Milan                     |       | 1     |       |       |       | 1     | 4      |
|        | Gyula Grosics      | Tatabánya                 |       |       |       | 2     |       | 2     | 4      |
|        | Ivan Kolev         | CDNA Sofía                |       |       |       | 1     | 2     | 3     | 4      |
| 17º    | Just Fontaine      | Stade Reims               |       |       | 1     |       |       | 1     | 3      |
|        | Georgi Naidenov    | CSKA Sofía                |       |       | 1     |       |       | 1     | 3      |
|        | Titus Bubernik     | ČH Bratislava             |       |       |       | 1     | 1     | 2     | 3      |
| 20º    | Flórián Albert     | Ferencváros               |       |       |       | 1     |       | 1     | 2      |
|        | Uwe Seeler         | Hamburgo                  |       |       |       | 1     |       | 1     | 2      |
|        | Joan Segarra       | Barcelona                 |       |       |       | 1     |       | 1     | 2      |
| 23.º   | János Göröcs       | Újpest Dózsa              |       |       |       |       | 1     | 1     | 1      |
|        | Ken Jones          | Scunthorpe United         |       |       |       |       | 1     | 1     | 1      |
|        | Roger Marche       | Racing París              |       |       |       |       | 1     | 1     | 1      |
|        | Antoni Ramallets   | Barcelona                 |       |       |       |       | 1     | 1     | 1      |

## Curiosidades
- Agne Simonsson se convierte en el último jugador del Örgryte IS en obtener algún punto en la clasificación del Balón de Oro.